# Lilium occidentale
Lilium occidentale é uma espécie de planta herbácea perene com flor, pertencente à família Liliaceae. A espécie tem a altura variando entre 0,6-1,8 m e floresce a uma altitude a partir do nível do mar até 100 m.
A planta é endêmica no Oregon e Califórnia nos Estados Unidos, sendo encontrada a até 10 km da linha costeira. É também conhecida como Western lily e Eureka lily.